# Скупопотуданское сельское поселение
Скупопотуданское сельское поселение — муниципальное образование в Нижнедевицком районе Воронежской области.
Административный центр — село Скупая Потудань.

## Административное деление
В состав поселения входят:
- село Скупая Потудань
- хутор Верховье
- хутор Дружба
- хутор Ключи
- хутор Семёнов